# Генрих IV де Гранпре

Графство Гранпре на карте Франции XII века (восток Шампани)

Генрих IV де Гранпре (фр. Henri IV de Grandpré) (ум. 1229) — граф де Гранпре с 1211.

## Биография
Сын Генриха III де Гранпре и его первой жены Мелисенды (Агнес) де Куси.
В хартии, датированной августом 1213 года, даровал привилегии городу Гранпре.
В 1216 году принёс оммаж Бланш Шампанской и её сыну Тибо за графство Гранпре, сеньории Бюзанси и Серне, и за сеньории своих вассалов — Отрюи и Корнюи Сен-Жан.
В 1217 году получил от тестя сеньорию Ливри.
В 1220 году граф Шампани назначил его как родственника управляющим крепостью Шато-Порсьен на период несовершеннолетия её владельца — Жоффруа III.
Жена (с 1213 года) — Мария де Гарланд (ум. 1259), дочь Гильома V де Гарланда, сеньора де Ливри, и Аделы де Шатильон-сюр-Марн. Дети:
- Генрих V де Гранпре (ум.1287)
- Жан де Гранпре
- Аликс де Гранпре (ум. до 1261), с 1230 года жена Жана де Жуанвиля.

После смерти Генриха IV де Гранпре его вдова Мария де Гарланд стала опекуном несовершеннолетних сыновей. В августе 1230 года она вышла замуж за Жоффруа де Жуанвиля, сеньора де Монклер (развод 1232). Её третий муж (1232/35) — Ансерик IV сеньор де Монреаль, у них родилось трое детей.